# Ipf

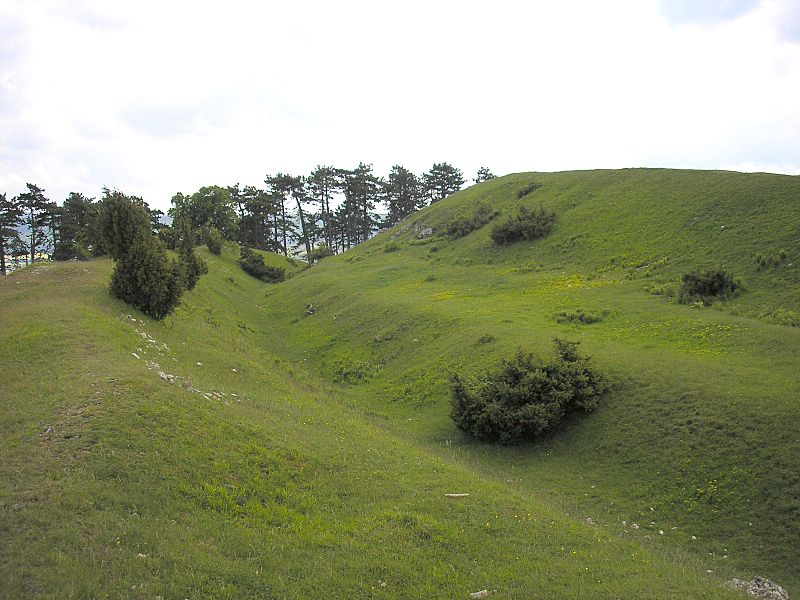
Der Wallgraben um das Hochplateau (Ostseite) mit der Wallkrone des Vorwalles

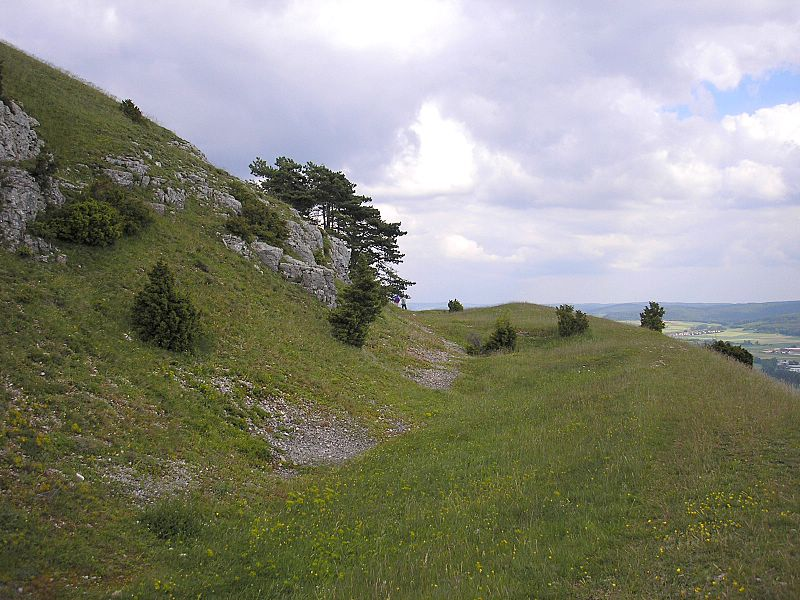
Der Hanggraben der Westseite

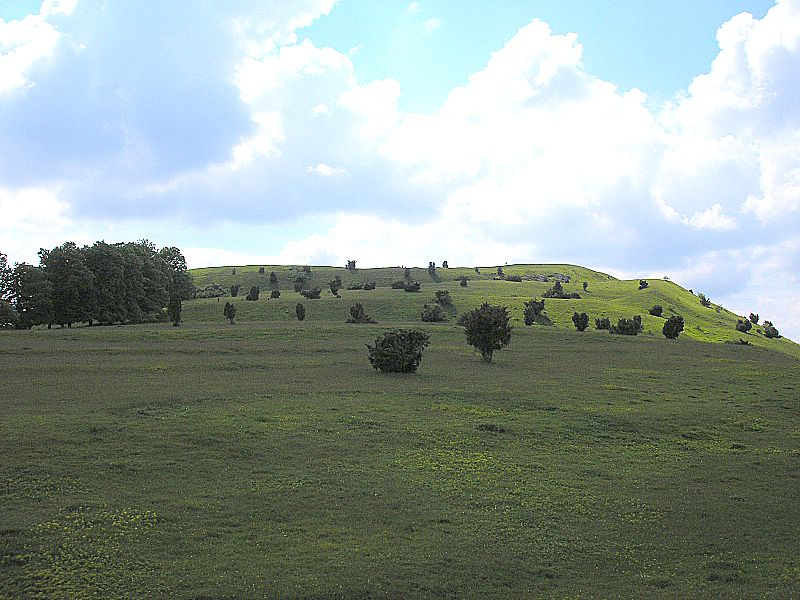
Das gestaffelte Wallsystem der Ostseite vom unteren Wall

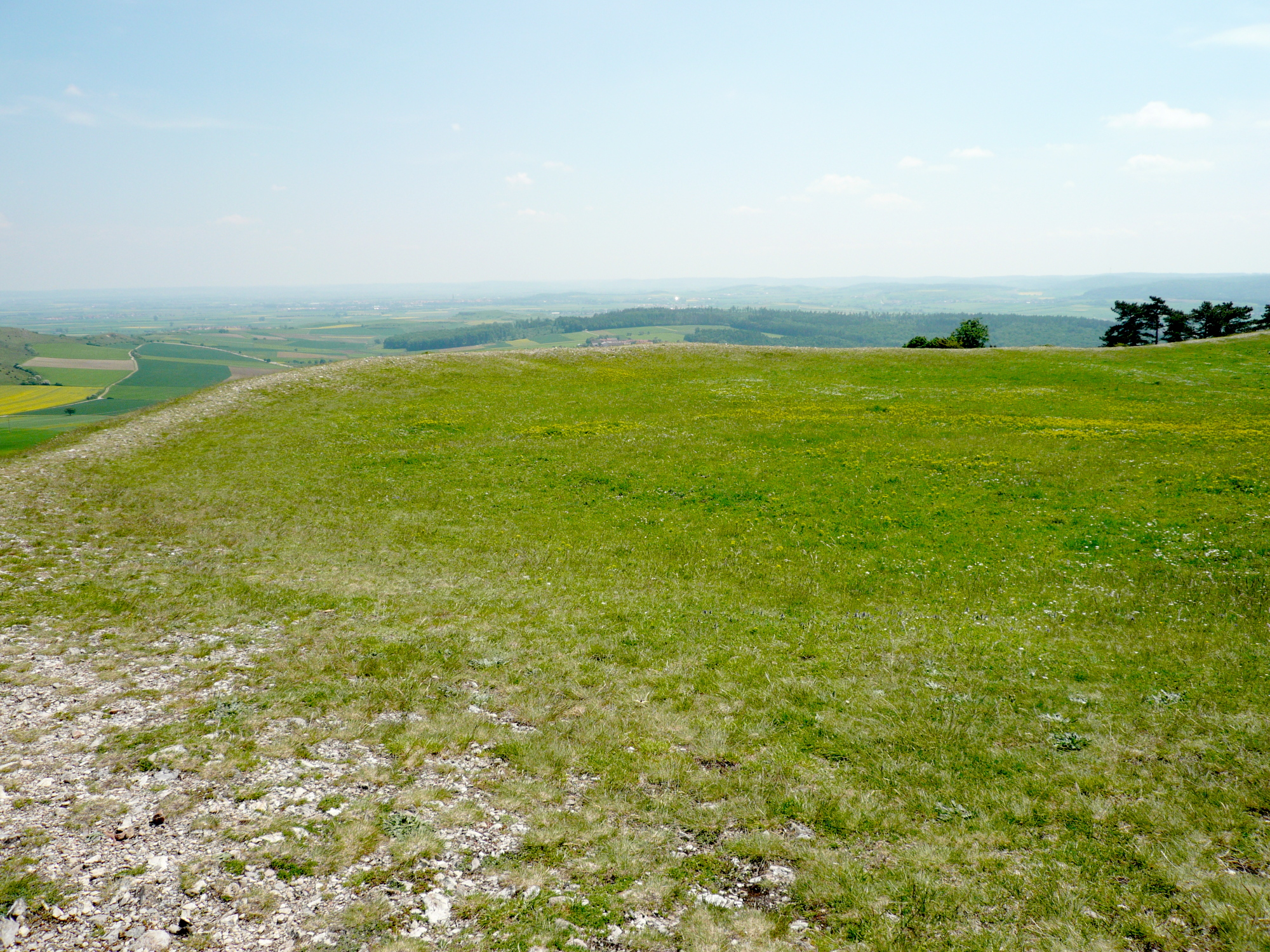
Auf dem Gipfelplateau des Ipfs

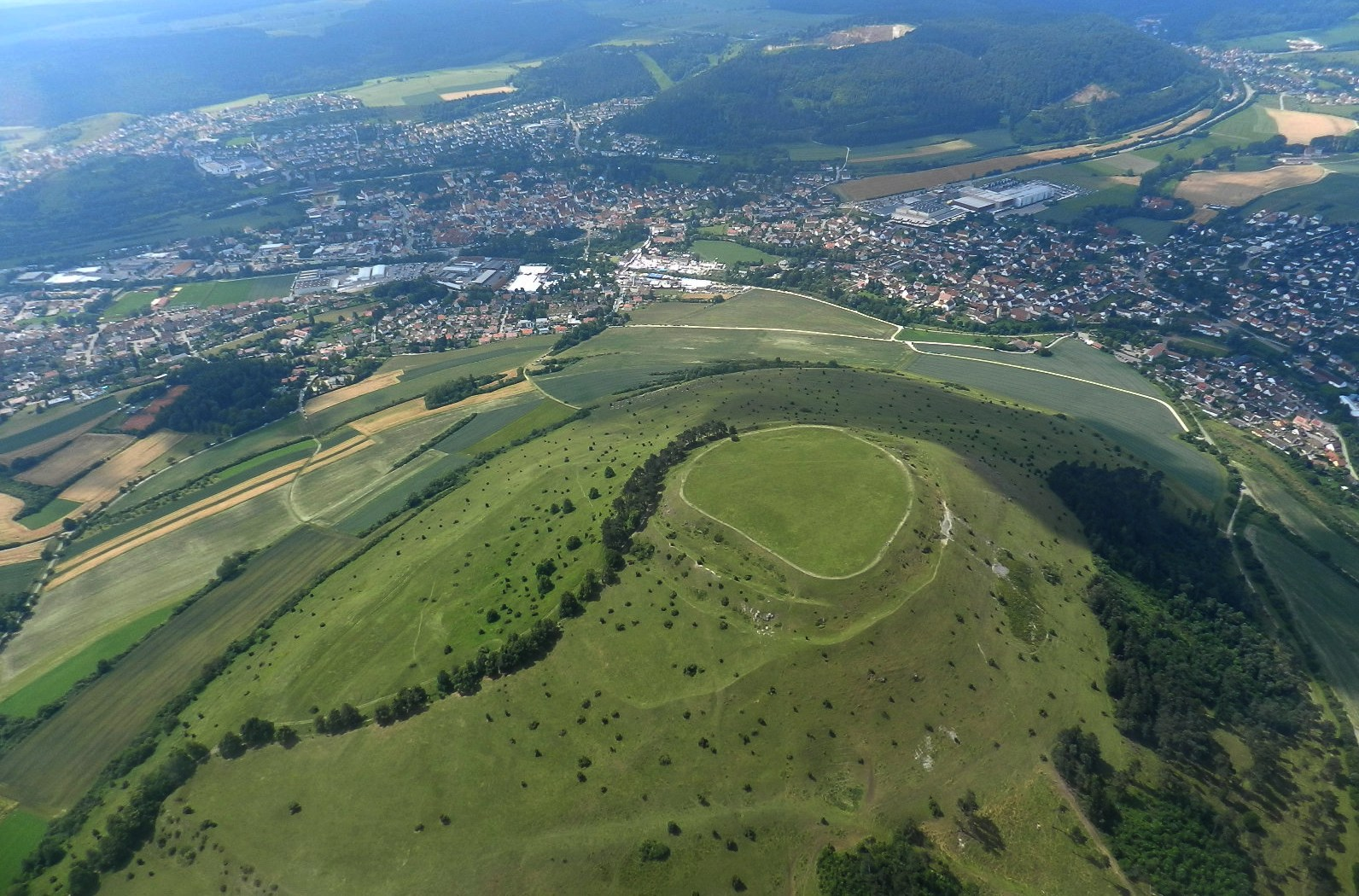
Luftbild

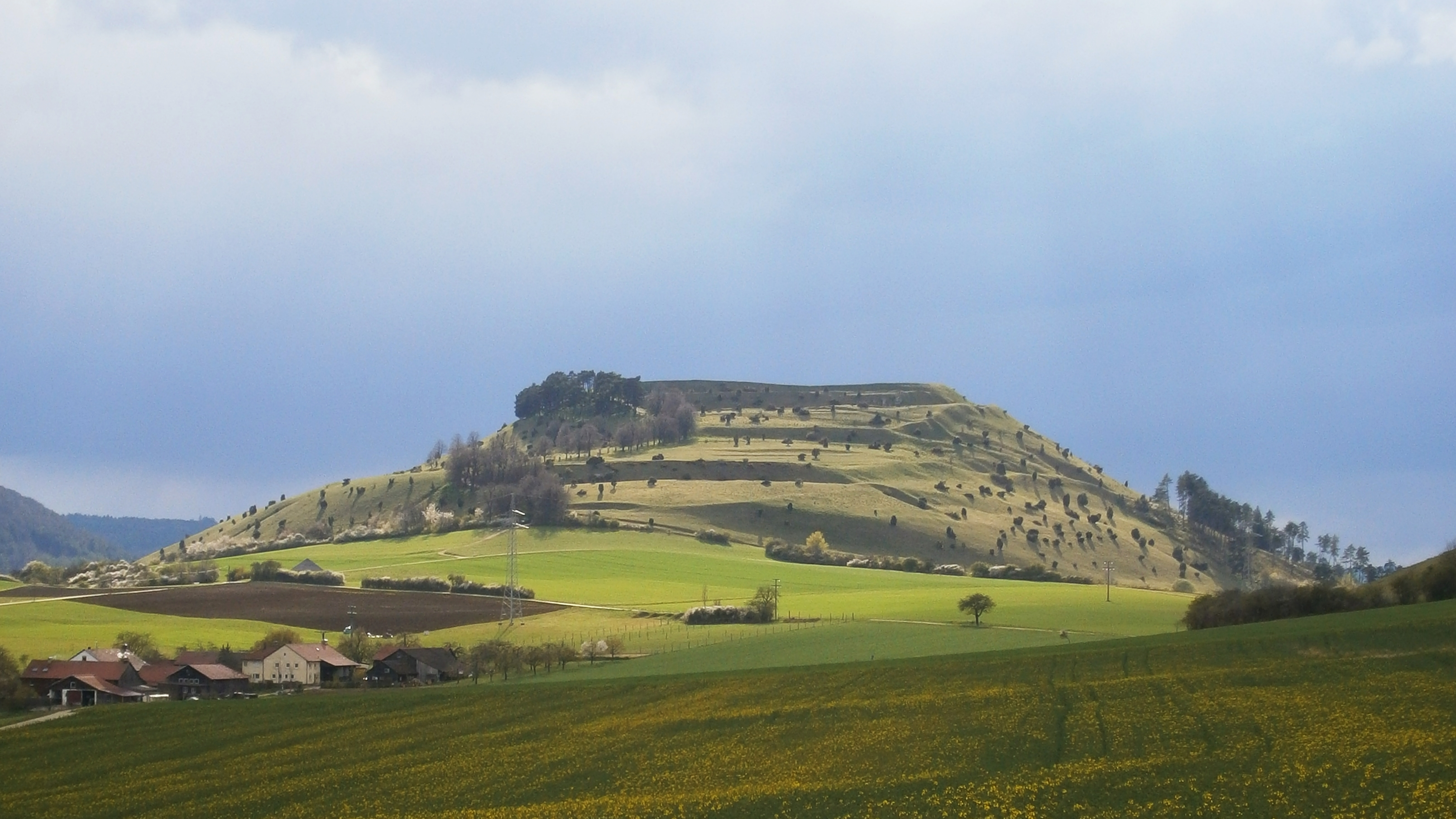
Wallanlagen von Osten, April 2012

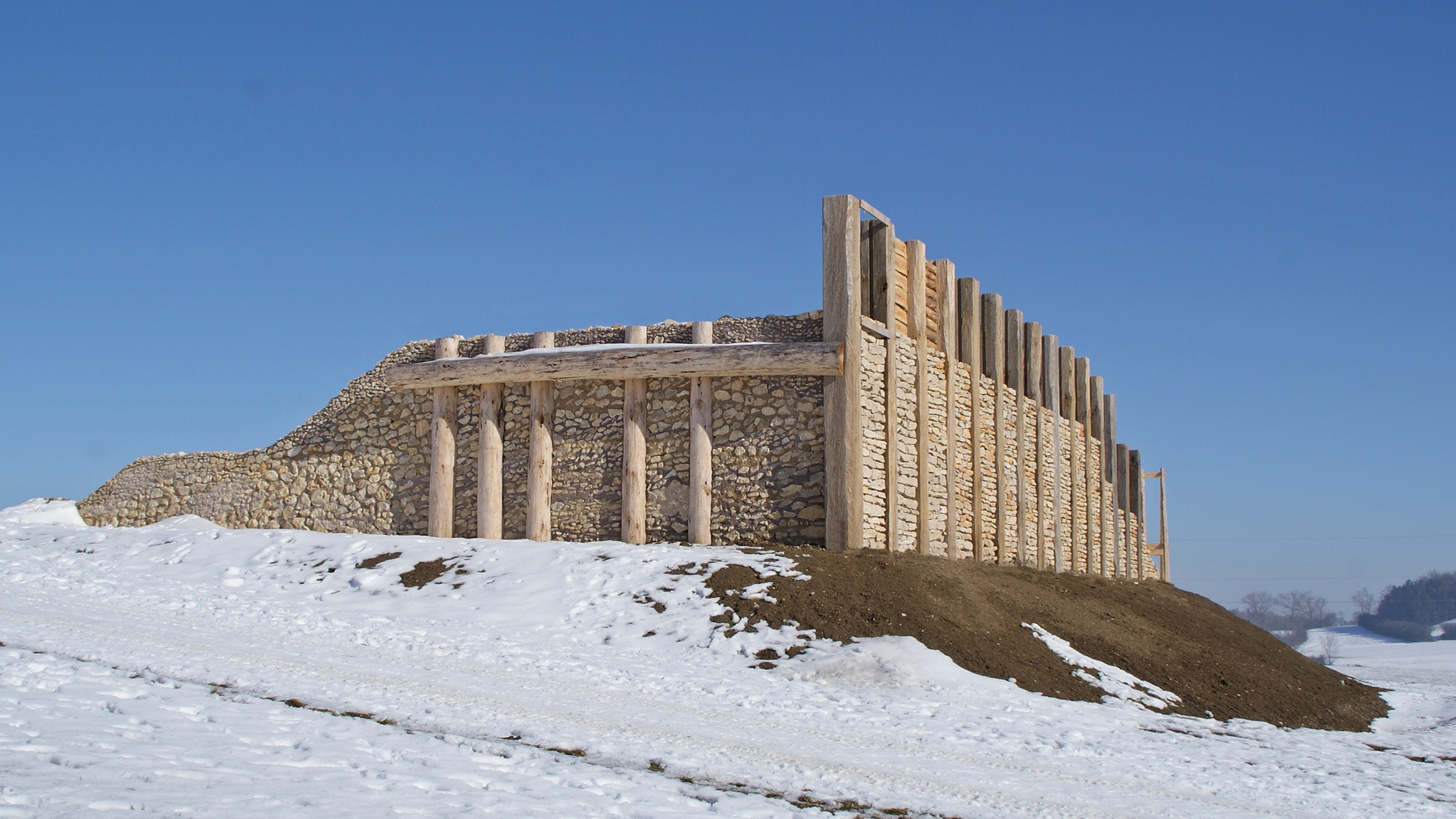
Rekonstruierte Pfostenschlitzmauer im Archäologischen Freilichtmuseum am Ipf

Der Ipf ist ein 668,2 m ü. NHN hoher Zeugenberg der östlichen Schwäbischen Alb bei Bopfingen im baden-württembergischen Ostalbkreis.
Der Ipf liegt direkt nördlich von Bopfingen und überragt die Stadt um 200 Meter. Seine Hänge sind bis auf Teile der Nordseite unbewaldet und tragen Heidevegetation. Die markante Kegelform des Berges hebt ihn deutlich aus der Umgebung heraus.
Auf dem Gipfelplateau befinden sich mächtige vorgeschichtliche Befestigungsanlagen, die bereits in der Spätbronzezeit ab dem 12. Jahrhundert v. Chr. angelegt wurden.

## Geologie
Der Ipf besteht vorwiegend aus Kalksteinen und Mergeln des oberen Süddeutschen Jura (Weißjura). Die Schichtenfolge des Weißjura ist vollständig. Die sanft zum Ipf ansteigenden Hänge und der Fuß des Berges sind aus Sandsteinen, oolithischen Kalksteinen und Tonsteinen des höheren mittleren Süddeutschen Jura (Braunjura), unter anderem dem sogenannten Eisensandstein und Ornatenton aufgebaut. In der weiteren Umgebung des Berges steht der sogenannte Opalinuston des untersten Braunjura (Braunjura α, Aalenium) an.
Der Unterschied in der Verwitterungs- und Erosionsanfälligkeit zwischen den Braunjura- (relativ anfällig, vor allem der Opalinuston) und den Weißjuraschichten (weniger anfällig) ist eine wichtige Ursache für die Entstehung des Ipfs als Zeugenberg. Charakteristisch ist hierbei die Armierung der anfälligeren Braunjuraschichten durch die Karbonatgesteine des Weißjura.

## Forschungsgeschichte
Die ersten Grabungen am Ipf wurden 1869 von Eduard Paulus vorgenommen. Bis dahin hatte man angenommen, dass die Befestigungen auf dem Berg aus der Zeit der Römer oder aus dem Dreißigjährigen Krieg stammen. Paulus entdeckte neben einer Menge von Tierknochen „zahlreiche Bruchstücke von altgermanischen Gefäßen“. Damit gelang ihm der Nachweis, dass der Berg schon in vorgeschichtlicher Zeit bewohnt war.
Im Jahr 1907 führte Friedrich Hertlein weitere Grabungen am Ipf durch. Dabei untersuchte er zwei der Wälle und die Befestigung des Plateaus. Außerdem grub er an verschiedenen Stellen auf dem Plateau. Für damalige Verhältnisse hat er die Grabungsergebnisse mustergültig dokumentiert und veröffentlicht. Bei den Grabungen im äußersten und im zweiten Wall fand er Trockenmauern mit senkrechten Holzeinbauten in der Front. Auch in der mächtigen Randbefestigung des Plateaus fand er verkohlte Holzbalken. Hertlein brachte diese Bauweise der Mauern mit der ähnlichen Befestigung des Heidengrabens in Verbindung, die als Befestigung eines Oppidums angesprochen und in die Spätlatènezeit datiert wird.
1969 wurde ein Lesefund vom Ipf veröffentlicht, eine schwarz-gefirnisste Scherbe einer attischen Trinkschale aus der Zeit um 500 v. Chr. Seitdem wird diskutiert, ob der Ipf aufgrund dieses Importfundes zu den frühkeltischen Fürstensitzen zu rechnen ist. Daneben gab es jedoch aufgrund des sehr guten Erhaltungszustands auch die Vermutung, die Wallanlagen könnten erst im frühen 10. Jahrhundert zum Schutz vor ungarischen Einfällen gebaut worden sein.
Klarheit brachten neue Grabungen in unmittelbarer Nähe des Ipfs und auf dem Ipf durch das Landesamt für Denkmalpflege Baden-Württemberg seit 2000, bei denen im Gewann Zaunäcker in Kirchheim-Osterholz ein dreiphasiger Rechteckhof aus der Späthallstatt-/Frühlatènezeit (5. Jahrhundert v. Chr.) ausgegraben wurde, sowie vor allem die Grabungen 2004–2010 im Rahmen des Schwerpunktprogrammes der DFG „Frühe Zentralisierungs- und Urbanisierungsprozesse – zur Genese und Entwicklung ‚frühkeltischer Fürstensitze‘ und ihres territorialen Umlandes“ durch Rüdiger Krause.
Diese neuen Forschungen haben bestätigt, dass der Ipf schon in der Jungsteinzeit, verstärkt aber seit der Spätbronzezeit (1200–800 v. Chr.), eine wichtige Funktion hatte und in der Späthallstatt- und Frühlatènezeit (6./5. Jahrhundert v. Chr.) seine Blüte erlebte als überregionales Machtzentrum und Knotenpunkt im Fernverkehrsnetz.
Die heute so eindrucksvoll sichtbaren Reste der Befestigungen wurden demnach in der Frühlatènezeit (Ende 5. Jahrhundert v. Chr.) errichtet. In der Mittel- und Spätlatènezeit scheint der Ipf dann an Bedeutung verloren zu haben.

## Besiedlung

### Gipfelplateau
Die Keramikfunde vom Ipf reichen, wie schon Hertlein feststellte, von der Jungsteinzeit bis in die Römische Zeit. Im Jahr 2004 wurde an der Ostseite des Gipfelplateaus innerhalb der Randbefestigung ein Grabungsschnitt angelegt. In 2,5 m Tiefe wurde der Fels erreicht. Der Schnitt erbrachte eine enorme Menge an Kleinfunden, Keramik und Tierknochen.
Unmittelbar auf dem Fels befand sich eine 0,7 m mächtige Kulturschicht aus der jüngeren Urnenfelderkultur (Ha B). Darüber liegen mit insgesamt einem Meter Mächtigkeit mehrere Schichten, die in die Hallstattzeit datieren. Eingebunden in die Schichten der späten Hallstattzeit sind die Fundamentierungen von zwei Trockenmauern, die parallel zur Hangkante ausgerichtet sind. Steinfundamente gelten als ungewöhnlich für die Hallstattzeit. Parallelen finden sich auf der Heuneburg.
Ebenfalls in den späthallstattzeitlichen Schichten wurden Scherben griechischer Keramik gefunden, von denen zwei einer schwarzfigurigen attischen Halsamphora in die zweite Hälfte des 6. Jahrhunderts v. Chr. datiert werden können. Am Ipf wurden einschließlich zweier Lesefunde inzwischen zehn Scherben griechischer Keramik gefunden, die zusammen das komplette Geschirr eines Symposions repräsentieren. Die darüber liegenden Schichten wurden offenbar umgelagert. Sie enthalten Keramik der Frühlatènezeit, aber auch des mittleren Neolithikums und der Römerzeit. So zeichnet sich für die Aktivitäten auf dem Ipfplateau ein eindeutiger Schwerpunkt in der Spätbronzezeit und der Hallstattzeit ab.
Schon 1999 wurde das Ipfplateau geomagnetisch untersucht. Dabei zeigten sich lineare Anomalien, deren auffälligste etwa vom heutigen Aufgang auf das Plateau trichterförmig ins Zentrum der Hochfläche führen. Sondagen bei der jüngsten Grabung konnten diese Strukturen als in den Fels gehauene Gräbchen identifizieren. Die Tiefe variiert zwischen ca. 60 cm bei einem der Gräbchen und ca. 10 cm bei einem quer dazu liegenden. Nicht alle Gräbchen eigneten sich also als Fundamentgräben einer Palisade. Von diesen Befunden her verbietet sich eine einlinige Interpretation.
Friedrich Hertlein beschreibt als Befunde seiner Grabungen auf der Hochfläche „Estriche, Hüttenlehm, Spinnwirtel u. dgl.“ Die Ausdehnung dieser Estriche, die er als Laufhorizonte kleiner Hütten interpretierte, konnte er jedoch nicht feststellen. „Unmittelbar über den Estrichen fand sich immer eine kohlige schwarze Schicht mit besonders vielen Scherben und Knochen von allerlei Haustieren, darunter auch viele größere und kleinere Eberzähne.“ Auch diese Befunde passen nicht unbedingt zu dem, was sonst in Siedlungen angetroffen wird.

### Unterburg
2004/2005 wurde eine geomagnetische Prospektion der ausgedehnten flachen Areale auf halber Höhe des Ipfs durchgeführt, die im Osten vom äußeren Wall eingeschlossen werden. Dabei zeigten sich im Osten vier ca. 60 m × 60 m große quadratische Strukturen, die unmittelbar aneinander angrenzen. Gezielte Nachgrabungen ergaben, dass es sich dabei um Palisadengräben mit teilweise noch vorhandenen Steinverkeilungen und einer Tiefe von bis zu 0,9 m handelt.
Diese rechtwinklig angeordneten Einfriedungen, die sich aufgrund von Fibelfunden in die späte Hallstattzeit datieren lassen, können möglicherweise als Rechteckhöfe interpretiert werden. Eine Innenbebauung konnte bisher nicht erschlossen werden.
Weiter wurde noch eine Palisadenanlage von 22 m × 22 m unmittelbar am Aufgang zum Plateau vor dem ersten Zwischenwall ausgegraben, die auf das rechtwinklige System der großen Einfriedungen ausgerichtet ist. Deren Funktion ist bislang unklar.
Die „Unterburg“ scheint also in der Hallstattzeit relativ locker bebaut gewesen zu sein. Für die nachfolgende Frühlatènezeit liegen von der „Unterburg“ einzelne Keramik- und Fibelfunde sowie eine blau-gelbe Schichtaugenperle vor, jedoch keine Befunde von Bebauungsstrukturen.

## Wallanlagen

### Das Befestigungssystem

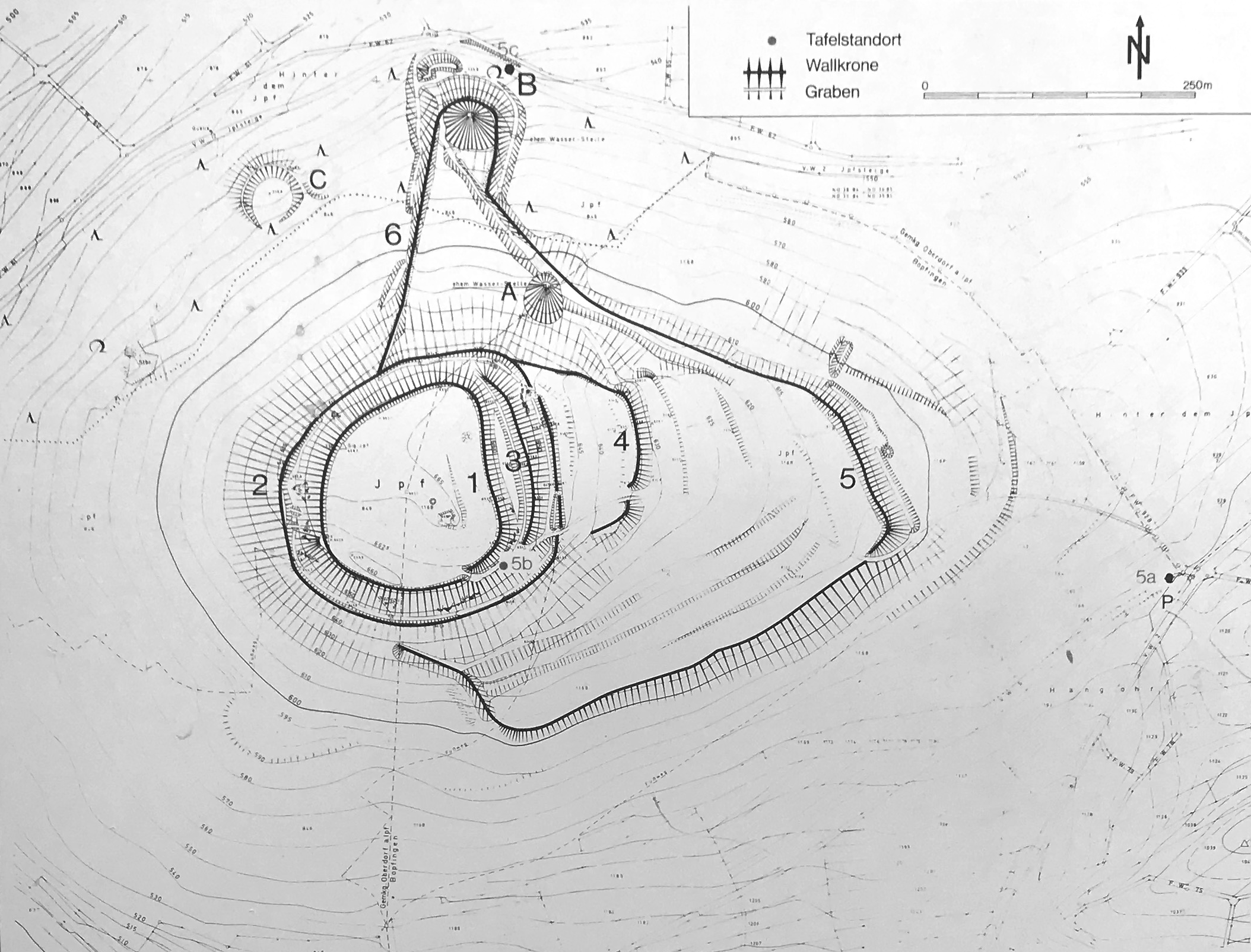
Befestigungssystem des Ipf

Das ovale Gipfelplateau (Durchmesser ca. 180 m) umlief ehemals ein Randwall, der eine etwa 5 m breite, holzversteifte Mauer trug. Ungefähr 15 m darunter schützt ein flacher Hanggraben das Plateau, der anschließende Wall geht in den Steilhang über. An der flachen Ostseite ist dem Hauptwall ein etwa 150 m langer weiterer Wallgraben als Zwischenwall vorgelagert. Knapp 60 m östlich verläuft ein dritter Wallzug, in dem ebenfalls eine holzversteifte Steinmauer steckt. 50 bis 60 m unter dem Gipfelplateau verläuft ein vierter Wall um die Süd-, Ost- und Nordseite der im Westen durch die Steilhänge geschützten Anlage. Im Norden verläuft dieser, dort von einem Graben begleitete Wall bis zum Bergfuß und schützte ehemals drei Brunnenschächte, die sich als große Trichtergruben erhalten haben. Der alte Burgzugang führte von Südosten zur Hochfläche. Noch heute ist der alte Weg die bequemste Aufstiegsmöglichkeit und gewährt zudem gute Einblicke in das Wallgrabensystem.

### Archäologische Erkenntnisse zu den Wallanlagen

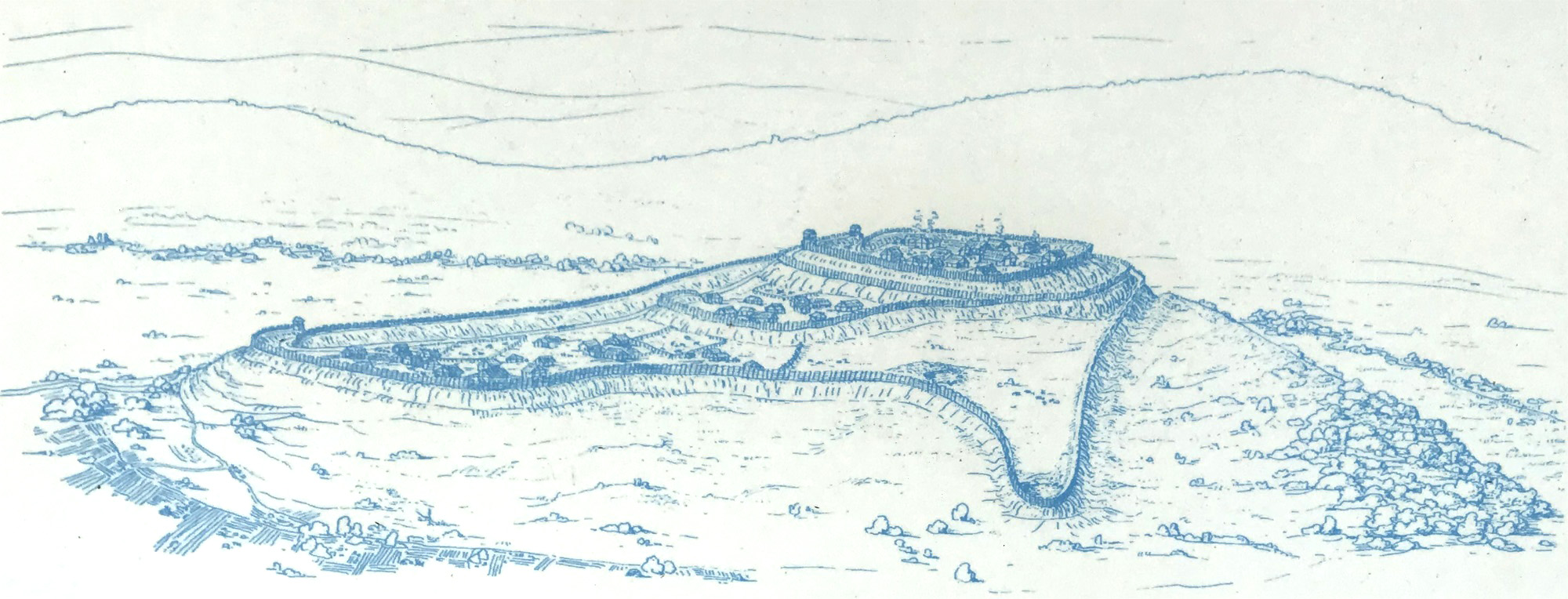
Zeichnerischer Rekonstruktionsversuch der Befestigungen

In den Jahren 2006 bis 2008 wurde im äußeren Wall, der mehr als sechs Meter über der Grabensohle aufragt, eine Grabung durchgeführt, an derselben Stelle, an der 1907 Hertlein eine Pfostenschlitzmauer entdeckt hatte. Bei der neuen Grabung wurde ein Schnitt durch den kompletten Wall angelegt. Dabei zeigte sich, dass für die Aufschüttung des Walles alte Oberflächen innerhalb der Befestigung abgetragen worden waren, so dass die Funde in der Wallschüttung eine nähere chronologische Einordnung ermöglichten. Die im Wall gefundene Keramik stammt überwiegend aus der Hallstattzeit. Es wurden jedoch auch einige frühlatènezeitlichen Scherben gefunden sowie an der Innenseite der Befestigung in den Kulturschichten eine Entenkopffibel der Stufe Lt A (2. Hälfte 5. Jh. v. Chr.). Keramik aus der späteren Latènezeit kam nicht zutage.
Was heute wie ein einfacher Erdwall wirkt, war ursprünglich eine Pfostenschlitzmauer in Holz-Stein-Erde-Technik. Die Holzeinbauten konnten durch Hohlräume in der Steinschüttung im Inneren der Mauer gut nachvollzogen werden. Der Befund am Ipf erwies sich dabei als eigene Variante: Grundelement der Konstruktion war ein Holzgerüst mit vertikalen Pfosten, die durch hölzerne Queranker miteinander verbunden waren. Zwischen den Pfosten der Außenseite wurde jeweils ein Trockenmauersegment aufgesetzt, während an der Rückfront eine Rampe aus Weißjurasteinen angeschüttet wurde. Dazwischen wurde das Holzgerüst mit Erde aufgefüllt.
Diese Konstruktion entspricht weitgehend der in der Späthallstatt- und Frühlatènezeit in Süddeutschland verbreiteten Pfostenschlitzmauer des Typs Altkönig-Preist; jedoch ist am Ipf die sonst übliche innere Mauerschale durch eine Steinrampe ersetzt.
Somit machen die Konstruktion der Mauer und die Funde in der Schüttung wahrscheinlich, dass die äußere Mauer am Ipf gegen Ende der Frühlatènezeit, also am Ende des 5. Jahrhunderts v. Chr., erbaut wurde.
Bei seiner Grabung 1907 entdeckte Hertlein im zweiten Wall, der weiter oben einen Teil der Hochfläche abtrennt, ebenfalls eine Pfostenschlitzmauer. Über deren Datierung lässt sich nichts Sicheres sagen. Die jüngsten Grabungen haben jedoch deutlich gemacht, dass die Befestigungen am Ipf im 5. Jahrhundert v. Chr. durchgreifend umgestaltet wurden. Denn unter der Anschüttung der frühlatènezeitlichen äußeren Mauer kamen der Palisadengraben einer der hallstattzeitlichen Rechteckanlagen in der Unterburg sowie eine Feuerstelle und Schmiedeschlacken zutage. Die hallstattzeitliche Besiedlung muss sich also noch weiter den Hang hinab ausgedehnt haben. Bei einer dem heutigen äußeren Wall vorgelagerten Hangkante könnte es sich um den ehemaligen Wall der hallstattzeitlichen Befestigung handeln.
Auch die Randbefestigung des Plateaus muss im Verlauf der Jahrhunderte immer wieder erneuert und umgebaut worden sein, wie die hallstattzeitlichen Steinfundamente nahelegen, die einige Meter innerhalb der heutigen Hangkante angetroffen wurden. Zu Anfang seiner Besiedlungsgeschichte war der Ipf auf seiner Höhe nicht flach wie heute. Im Lauf der Jahrhunderte wurden nach und nach die Randbereiche immer weiter aufgefüllt, bis dann irgendwann das Plateau weitgehend planiert wurde.
Es spricht einiges dafür, dass diese letzte Umgestaltung in der Frühlatènezeit stattfand, in Verbindung mit dem Bau der unteren Mauer. Dem Reisenden von Osten hätte sich dann ein imposanter Anblick geboten: Der schon von Natur aus imposante Berg war durch die drei weißen Bänder der kalksteinverblendeten Pfostenschlitzmauern gegliedert, die so angelegt waren, dass sie beim Blick aus der Ferne in der Vertikalen den gleichen Abstand aufwiesen – ein eindrucksvolles Symbol von Macht und Reichtum.

## Schutzgebiete
Der Berg ist seit 30. Dezember 1982 durch Verordnung des Regierungspräsidiums Stuttgart mit einer Fläche von 71 Hektar unter der Schutzgebietsnummer 1.111 als Naturschutzgebiet Ipf ausgewiesen. Schutzzweck ist die Erhaltung des landschaftlich und kulturgeschichtlich überaus bedeutsamen, überwiegend von Wacholderheiden bedeckten Zeugenberges der Ostalb sowie die Verhinderung von Erosionsschäden. Als Ergänzung besteht bereits seit 5. Dezember 1968 unter dem Namen Ipf mit Blasenberg und Reimersbergle ein Landschaftsschutzgebiet, das die Schutzgebietsnummer 1.36.001 trägt und 182 Hektar groß ist. Das NSG Ipf ist außerdem Teil des 417 Hektar großen FFH-Gebiets Nr. 7128341 Westlicher Riesrand.

## Archäologisches Freilichtmuseum

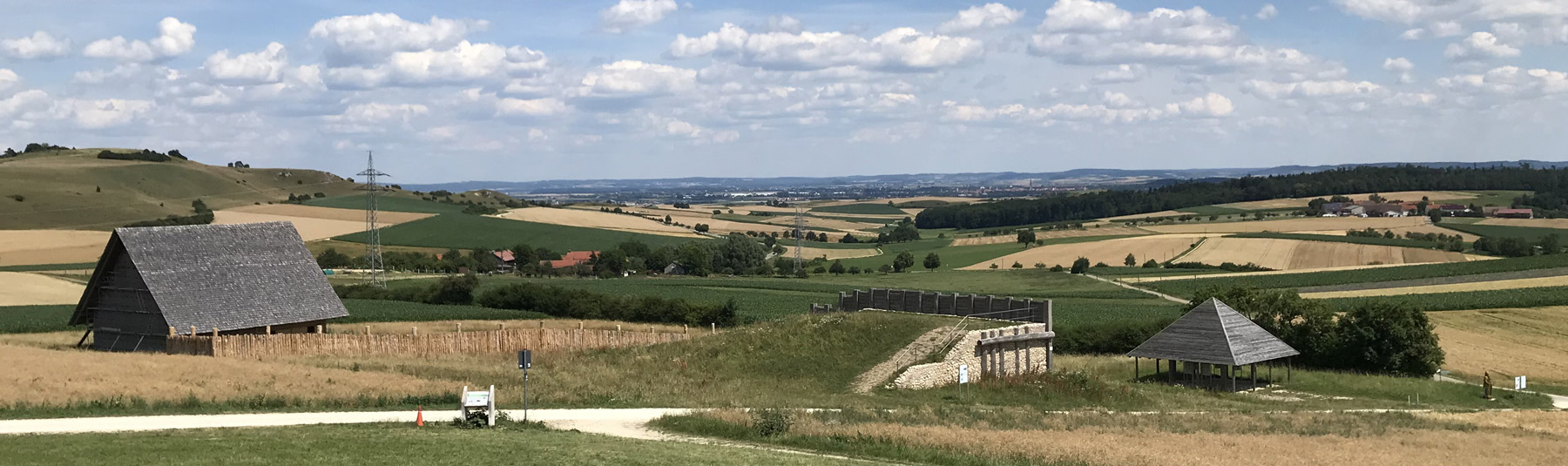
Archäologische Freilichtanlage

Im Jahr 2004 begann die Stadt Bopfingen, mit finanzieller Förderung aus dem EU-Programm LEADER+, am östlichen Fuße des Ipf (→ Lage) ein archäologisches Freilichtmuseum mit Rekonstruktionen aus keltischer Zeit zu errichten.
In einem Pavillon stehen Informationstafeln zur Geologie, zum Naturraum und zur Archäologie sowie zur Geschichte des Berges.
Der quadratische Holzbau ist der Rekonstruktionsversuch eines Gebäudes, dessen Grundriss in einer keltischen Viereckschanze aus dem 3./2. Jahrhundert v. Chr. bei Ausgrabungen von 1989 bis 1992 im nordöstlichen Industriegebiet der Stadt Bopfingen zutage kam.
Es folgte die Rekonstruktion eines Großbaus nach dem Befund von Ausgrabungen in den Jahren von 2004 bis 2006 bei Kirchheim-Osterholz. Dort wurde der 15 × 15 Meter große Grundriss eines Versammlungs- oder Kultbaus aus dem 5. Jahrhundert v. Chr. mit mächtigen Pfostengruben von einem Meter Durchmesser freigelegt.
Die Rekonstruktion hat Flechtwerkwände und ein mit gespaltenen Lärchenschindeln gedecktes Satteldach.
Weiterhin wurden die Pfostenschlitzmauer, die 1907 bei Grabungen am Ipf entdeckt wurde, und ein Holzzaun rekonstruiert.

## Zukunft
Bis zum Jahr 2024 ist geplant, den Ipf als UNESCO-Welterbe auszuweisen. Dabei soll unter anderem die Archäologische Freilichtanlage weiter zu einem Freilichtmuseum ausgebaut sowie ein Besucherzentrum mit Gastronomie errichtet werden. Gleichzeitig wird das Bopfinger Museum im Seelhaus vermehrt die keltische Geschichte behandeln. Zudem ist ein Keltenfest in der Stadt im Gespräch.